# Rent químic

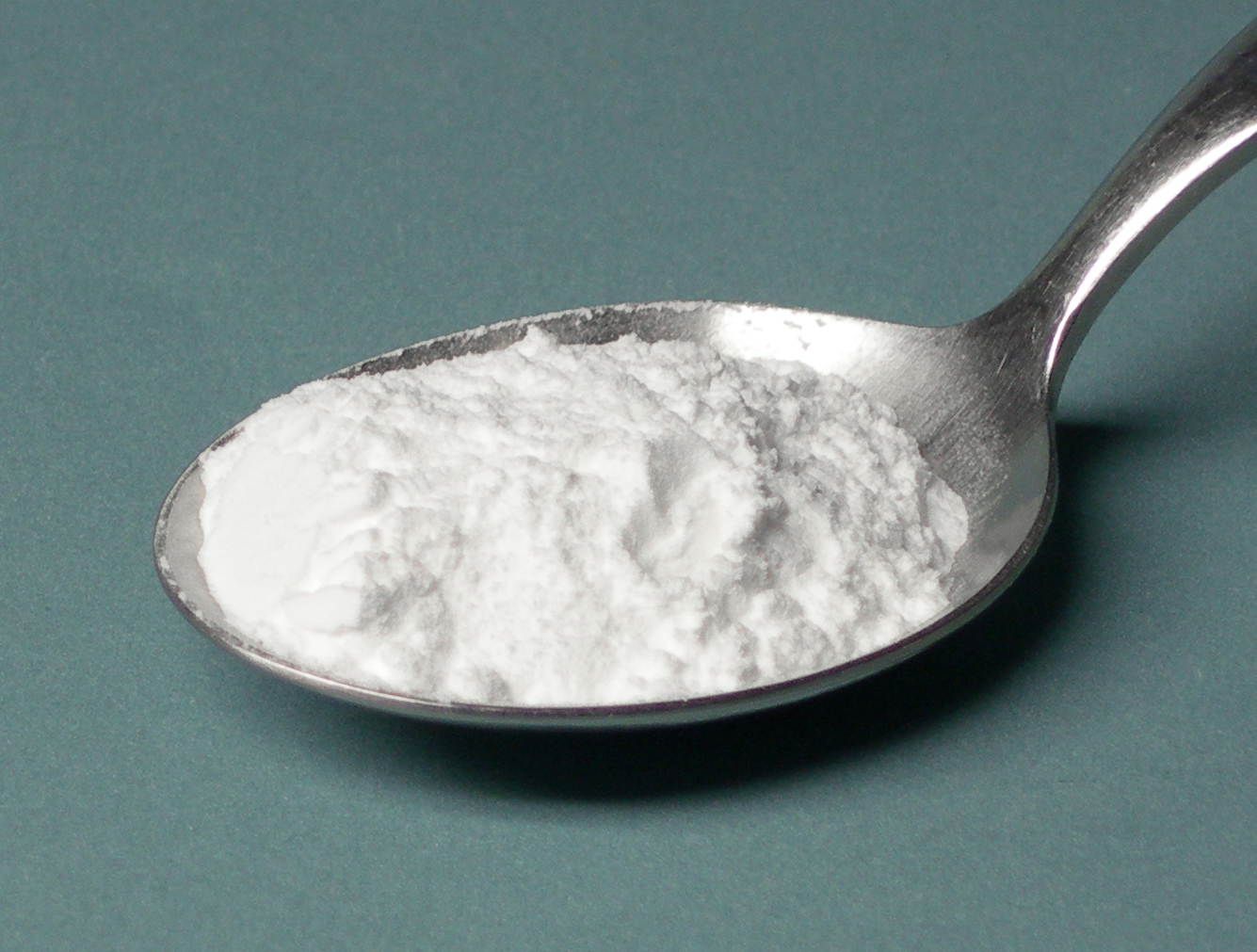
Rent químic

El llevat, rent, lleute químic o la llevadura química és la mescla química d'un àcid no tòxic (com el cítric o el tartàric) i un carbonat o hidrogencarbonat per a donar esponjositat a una massa. L'àcid reacciona amb l'hidrogencarbonat produint bombolles de CO₂, i donant volum a la pasta. Es diferencia del llevat biològic perquè l'efecte d'aquest darrer és molt més lent, hores, i el del rent químic és immediat i perceptible a la vista.